# Aegus hamatus
Aegus hamatus es una especie de coleóptero de la familia Lucanidae.

## Distribución geográfica
Habita en Borneo Sumatra (Indonesia).